# Ribeira do Amparo
Ribeira do Amparo é um município brasileiro do estado da Bahia. Sua população, segunda estimativas de 2024 do IBGE, era de 14 525 habitantes.

## Topônimo
O nome Ribeira do Amparo é derivado do riacho Ribeira, que banha o município, e da sua padroeira, Nossa Senhora do Amparo.

## História
A cidade de Ribeira do Amparo surgiu na segunda metade do século XVII como um aldeamento missionário para a catequese dos indígenas cariris, primeiros habitantes da região, denominado Ribeira do Pau Grande. Essa missão foi fundada pelo jesuíta francês Jacques Cocle (1628-1710).
Com o passar do tempo, muitas famílias se fixaram no local.
A Lei Provincial n° 294, de 9 de maio de 1848, elevou o povoado de Ribeira do Pau Grande à categoria de freguesia, com o nome de Nossa Senhora do Amparo da Ribeira do Pau Grande, sendo subordinada à vila de Pombal.
Um ato estadual de 17 de dezembro de 1890 elevou a Freguesia de Nossa Senhora do Amparo da Ribeira do Pau Grande à categoria de vila, com o nome Amparo, desmembrando-se de Pombal. A nova vila foi instalada em 28 de fevereiro do ano seguinte.
O Decreto Estadual n° 7479, de 8 de julho de 1931, extinguiu o município de Amparo e anexou-o ao de Cipó como um simples distrito. Posteriormente, o Decreto-lei estadual nº 141, de 31 de dezembro de 1943, alterou o nome do distrito de Amparo para Ribeira do Amparo.
A Lei estadual nº 1027, de 14 de agosto de 1958, desmembrou do município de Cipó os distritos de Ribeira do Amparo e Heliópolis para a criação do novo município de Ribeira do Amparo, o qual foi instalado em 7 de abril de 1959.
Em 1985, Heliópolis se tornou um município, emancipando-se de Ribeira do Amparo.